# Harry Humby
Harold Robinson Humby, detto Harry (Londra, 8 aprile 1879 – Londra, 23 febbraio 1923), è stato un tiratore a segno britannico.
Ha vinto tre medaglie olimpiche: una medaglia d'oro alle Olimpiadi 1908 svoltesi a Londra nella gara di carabina piccola a squadre, una medaglia d'argento sempre a Londra 1908 nella specialità carabina piccola bersaglio fisso e una medaglia d'argento alle Olimpiadi 1912 di Stoccolma nella gara di piccione d'argilla a squadre.